# MTV Video Music Awards 2005
Op 3 november 2005 werden de MTV Video Music Awards uitgereikt in Lissabon.
De winnaars waren:
- Best Female : Shakira
- Best Male: Robbie Williams
- Best Rock : Greenday
- Best Album : Greenday: American Idiot
- Best Song: Coldplay: Speed Of Sound
- Best Alternatief: System Of A Down
- Best Pop: The Black Eyed Peas
- Best Group: Gorillaz
- Best New act: James Blunt
- Best R'n'B : Alicia Keys
- Best Video: Chemical Brothers: Believe
- Best Hip Hop: Snoop Dogg
- Free Your Mind: Bob Geldof
- Best Dutch & Belgian Act : Anouk